# سجن استقبال طره
سجـن استقبال طره هو أحد السجون المصرية، ويقع في منطقة سجون طره.
- توجد بهذا السجن، بالإضافة إلى عنبر التأديب، ثلاثة عنابر، يتكون اثنان منها من أكثر من طابق، أما ثالثها وأحدثها فبه دور واحد مبني بالخرسانة المسلحة.
- وتبلغ طاقة استيعاب سجن استقبال طره 1600 معتقل.